# 萊克克里克鎮區 (愛荷華州卡爾霍恩縣)
萊克克里克鎮區（英語：Lake Creek Township）是位於美國愛荷華州卡爾霍恩縣的一個行政鎮區。

## 地方資料
根據2010年美國人口普查的數據，萊克克里克鎮區的面積為94.06平方千米，當中陸地面積為93.91平方千米，而水域面積為0.15平方千米。當地共有人口140人，而人口密度為每平方千米1.49人。